# Musca galpinus
Musca galpinus är en tvåvingeart som först beskrevs av Harris 1780.  Musca galpinus ingår i släktet Musca och familjen gräsflugor. Inga underarter finns listade i Catalogue of Life.